# Адамс (лунный кратер)
Кратер Адамс (лат. Adams), не путать с кратером Аддамс на Венере, — ударный кратер в гористой материковой юго-восточной части видимой стороны Луны. Название присвоено в честь британского математика и астронома Джона Куча Адамса (1819—1892), американского астронома Чарльза Хичкока Адамса (1868—1951) и американского астронома Уолтера Сидни Адамса (1876—1956); утверждено Международным астрономическим союзом в 1970 г. Образование кратера относится к нектарскому периоду.

## Описание кратера

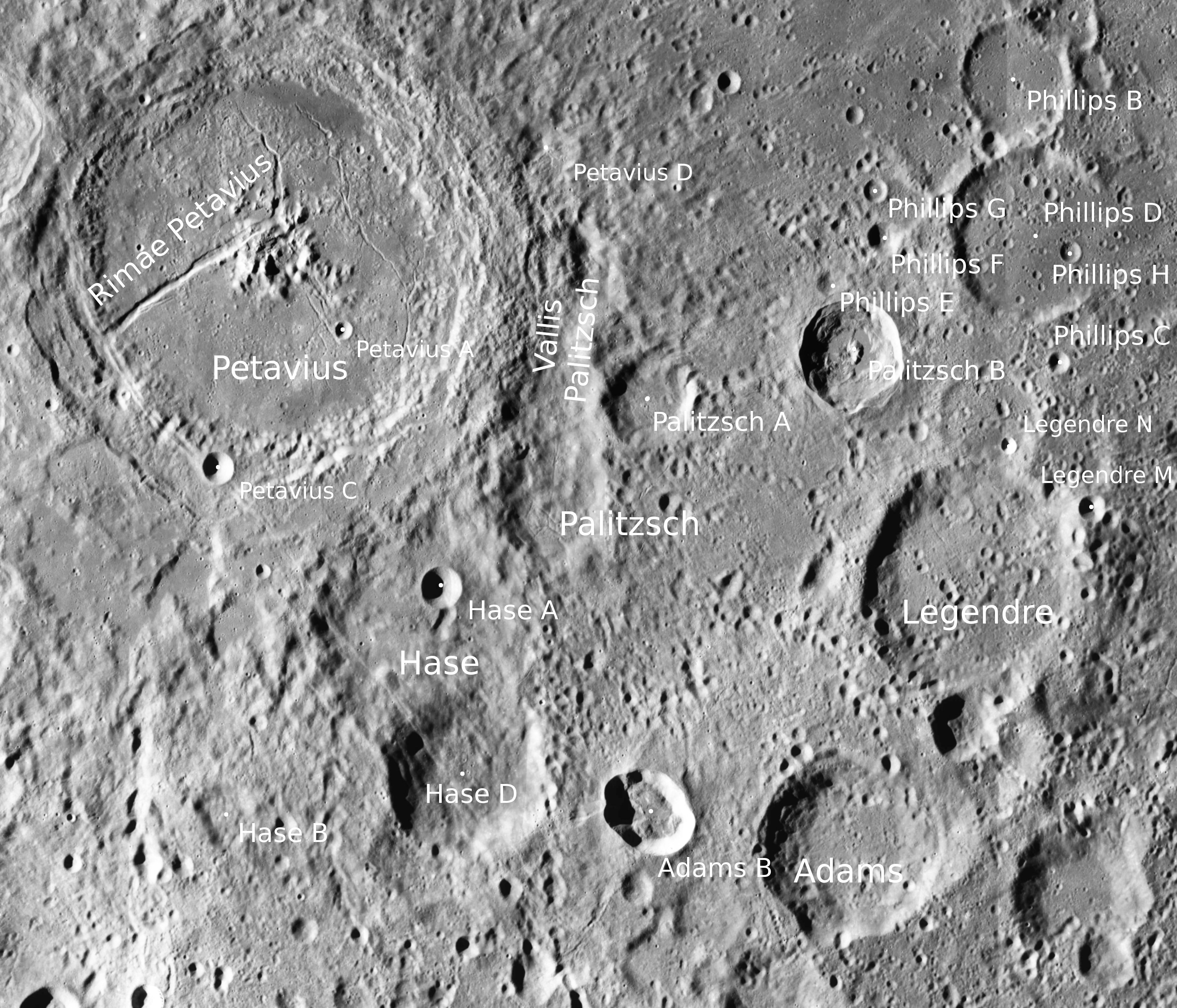
Окрестности кратера Адамс. Снимок зонда Lunar Reconnaissance Orbiter.

На северо-западе от кратера располагаются кратеры Хазе, Палич и Петавий; на северо-востоке кратер Лежандр; на юго-западе кратер Фурнерий и борозды Хазе.

Селенографические координаты центра кратера 31°53′ ю. ш. 68°23′ в. д. / 31,89° ю. ш. 68,39° в. д., диаметр 63,3 км, глубина 4,19 км.

Вал кратера имеет циркулярную форму, местами нарушен мелкими кратерами. Наибольшая высота вала над окружающей местностью составляет 1260 м. Дно чаши кратера не имеет существенных структур, испещрено многочисленными мелкими кратерами.

## Сателлитные кратеры
| Адамс | Координаты                                            | Диаметр, км |
| ----- | ----------------------------------------------------- | ----------- |
| B     | 31°32′ ю. ш. 65°42′ в. д. / 31,54° ю. ш. 65,7° в. д.  | 31,3        |
| C     | 32°21′ ю. ш. 65°32′ в. д. / 32,35° ю. ш. 65,54° в. д. | 11,1        |
| D     | 32°25′ ю. ш. 71°27′ в. д. / 32,41° ю. ш. 71,45° в. д. | 46,3        |
| M     | 34°44′ ю. ш. 69°20′ в. д. / 34,73° ю. ш. 69,33° в. д. | 25,2        |
| P     | 35°09′ ю. ш. 70°55′ в. д. / 35,15° ю. ш. 70,91° в. д. | 25,4        |

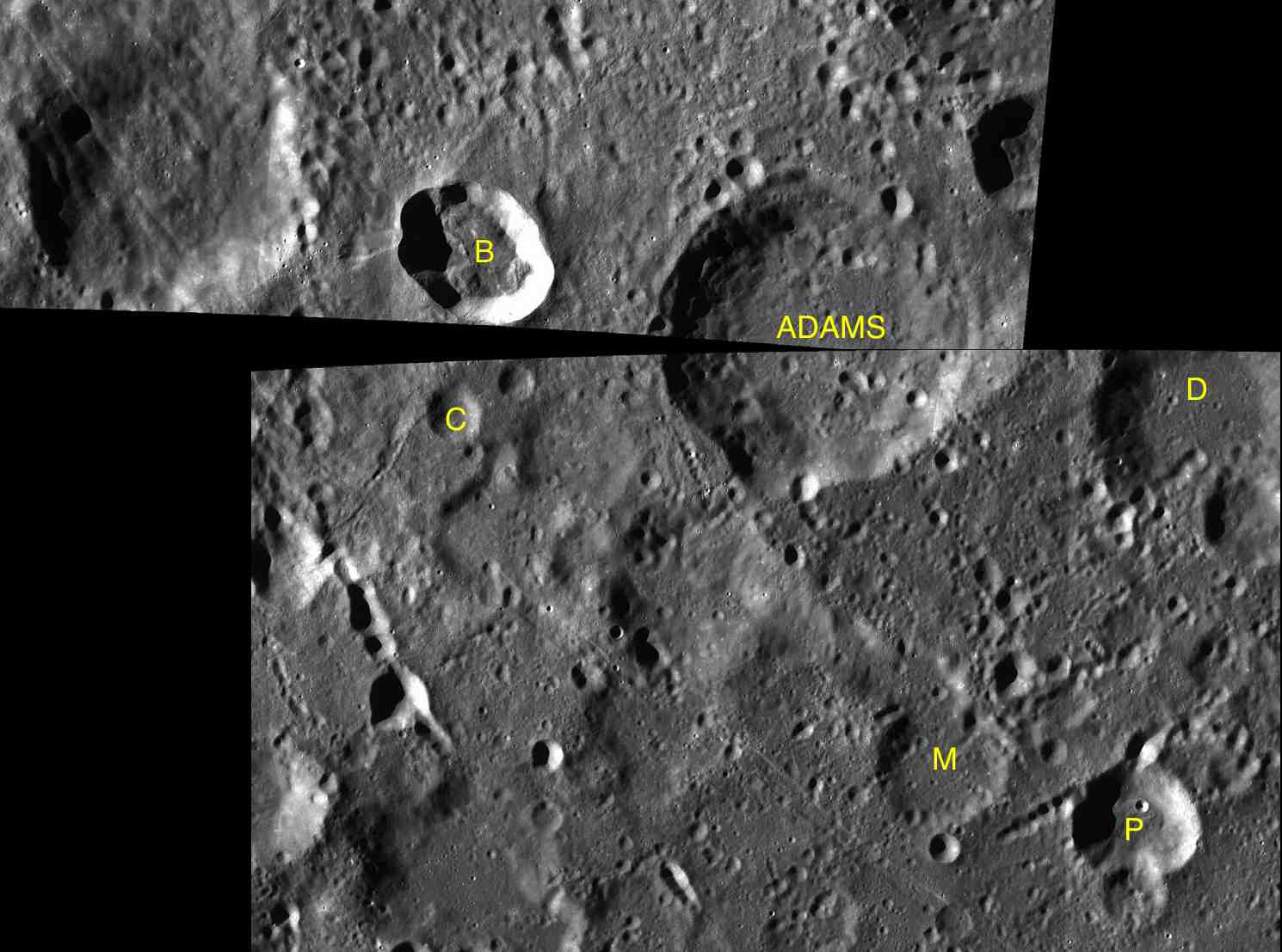
Фрагменты карт LAC-98, LAC-115.

- Сателлитный кратер Адамс B включен в список кратеров с яркой системой лучей Ассоциации лунной и планетарной астрономии (ALPO)[6].
- Сателлитный кратер Адамс B включен в список кратеров с темными радиальными полосами на внутреннем склоне Ассоциации лунной и планетарной астрономии (ALPO)[7].